# Technet
Pour les articles homonymes, voir Microsoft TechNet.
Le Technet est un groupe de personnages de fiction : ce sont des chasseurs de primes interdimensionnels appartenant à l'univers de Marvel Comics. Il apparaît pour la première fois dans le comic book Captain Britain #4, en  1985. En version française, ils ont également été nommés les Technets.

## Composition de l'équipe
Le groupe a été composé de : 
- Gatecrasher, la meneuse des Technet. C'est une femme bleue massive, télépathe et d'une force surhumaine, mais n'étant pas particulièrement douée au combat.
- Yap, petit être, compagnon de Gatecrasher (il la prend pour sa mère), faisant office de téléporteur pour le groupe. Yap peut détecter les auras psychiques et les perturbations électroniques, et donc pister des individus spéciaux. Yap possède des pouvoirs télépathiques de puissance inconnue.
- Bodybag, énorme bipède reptilien qui piège ses adversaires dans sa bave narcotique et qui peut alors les transporter dans l'un de ses trois sacs dorsaux. La bave endort et paralyse ceux qui sont touchés.
- China Doll, dont les jambes sont remplacées par une longue queue serpentine, et dont le toucher fait rétrécir.
- Elmo, alien à la peaux rose et aux yeux énormes qui peut atténuer le pouvoir de ceux qu'il regarde (décédé).
- Ferro, humanoïde à quatre bras, maître escrimeur, tué par les Lycaons de Mojo (décédé).
- Ferro², le frère jumeau de Ferro, qui le remplaça quand ce dernier fut tué par les Warwolves de Mojo (en).
- Flex (Waxworks), alien de la même race que Elmo, qui a le pouvoir de "déformer" et "faire fondre" ses adversaires au contact.
- Joyboy a l'apparence d'un bébé, et peut télépathiquement détecter les plus grands désirs d’une personne, avant d’employer ses capacités psioniques pour transformer cette personne afin de rendre réel son désir.
- Nombres (Numbers), alien reptilien aux yeux exorbités qui sert de comptable et de négociateur pour le groupe.
- Ringtoss, peut émettre des anneaux lumineux capables d'immobiliser la personne visée.
- Synapsis (Scatterbrain ou Fascination), incapable de parler mais sachant voler, se nourrit des énergies émotionnelles des personnes proches. Elle est capable de déconnecter toutes les synapses neurales d'une personne.
- Thug, humanoïde trapu à la peau verte possédant une force incroyable.

- Pandora, être composé de champignons qui ne semble pas avoir d'intelligence propre. Arme biologique, elle reste enfermée dans une bulle et n'en sort qu'en cas critique. Elle peut recouvrir et décomposer toute matière organique.
- Henry-Dur-à-Cuire (Hard-boiled Henry), monstre créé par Gatecrasher, ressemblant à Titi[1], et destiné à d’auto-détruire avec la force d'une bombe. Mort après avoir explosé, il a quand même réintégré l'équipe.